# Beraba iuba
Beraba iuba là một loài bọ cánh cứng trong họ Cerambycidae.